# Шайтан (озеро)
Шайтан (рос. Шайтан) — озеро на півдні Уржумського району Кіровської області Росії. У ньому періодично відбуваються викиди води у вигляді фонтанів, а на його поверхні з'являються дрейфуючі острівці. Завдяки цим явищам водойма і отримала свою назву — Шайтан, що означає «чорт».
Колись місцеві жителі вірили, що викиди води виникають через злого духа в озері, який іноді сердиться. У той час рибу в цій водоймі не ловили і навіть боялися підходити до нього. Однак сьогодні «дивам», що відбуваються в Шайтані, є наукове пояснення.
У цьому карстовому озері глибиною до 12 метрів є колодязі, через які в нього надходять артезіанські води (напірні підземні води). Але коли осідає мул і торф, ці колодязі замулюються. Згодом напір води виштовхує пробки, що утворилися і відбувається викид. Такі викиди води можуть бути у вигляді фонтану висотою до 10 метрів або ж водяного стовпа, що досягає 4 метрів у висоту і півтора метра в діаметрі. Втім, найчастіше викиди фіксуються у вигляді бурління ділянок води, яке триває кілька годин. Зазвичай викиди води можна спостерігати навесні при інтенсивному таненні снігу і після затяжних дощів.
Під час цих викидів в озері піднімається рівень води, і через це від заболочених берегів відриваються ділянки землі. Таким чином з'являються невеликі плавучі острівці, часто порослі деревами та чагарниками. Як правило, на поверхні Шайтана їх не більше 20 штук, але деякі з них прибиваються до берега. Найбільші, зафіксовані «острова» могли витримати вагу 4 чоловік.
До слова, раніше існувала інша версія походження дрейфуючих островів. На початку 19 століття на озері Шайтан мочили липову кору для виготовлення мочала. Оскільки берега цієї водойми мулисті, у той час робили невеликі плоти, на яких стояли. Коли ж всі липи, які ростуть навколо озера, були вирубані, липову кору в озері вже не мочили, але на воді залишилися плоти. Згодом на плотах утворився шар перегною, а на ньому виросли трава, чагарники і дерева.
Цікаво, що з назвою озера Шайтан пов'язана красива легенда. Колись у цій місцевості жили два племені. Одне з них поклонялось доброму богу, а інше — жорстокому шайтанові (злому духові). Одного разу на місці озера відбулася вирішальна між цими племенами битва. Вона тривала всю ніч, а на світанку плем'я, що поклонялося доброму богу, виявило, що бореться саме з собою. Всі убиті були вражені стрілами свого племені, і не було жодного поваленого ворога. Так шайтан ввів в оману плем'я світлого бога. Засмучені жінки заплакали, і річки їхніх сліз змішалися з калюжами крові загиблих. Ці рідини заповнили земляну чашу, яку витоптали під час битви, але їхня вага була такою великою, що земля провалилася, і утворилося озеро. Якщо подивитися на це озеро, то здається, що вода в ньому чорна, немов потемніла кров, а якщо зачерпнути її руками, то бачиш, що вона чиста, як сльоза. Злий же дух, шайтан, сховався в цьому озері і тепер, коли він сердиться, вода у водоймі починає вирувати, а коли біситься, з озера б'ють фонтани або піднімаються водяні стовпи.